# Ricardo Zonta

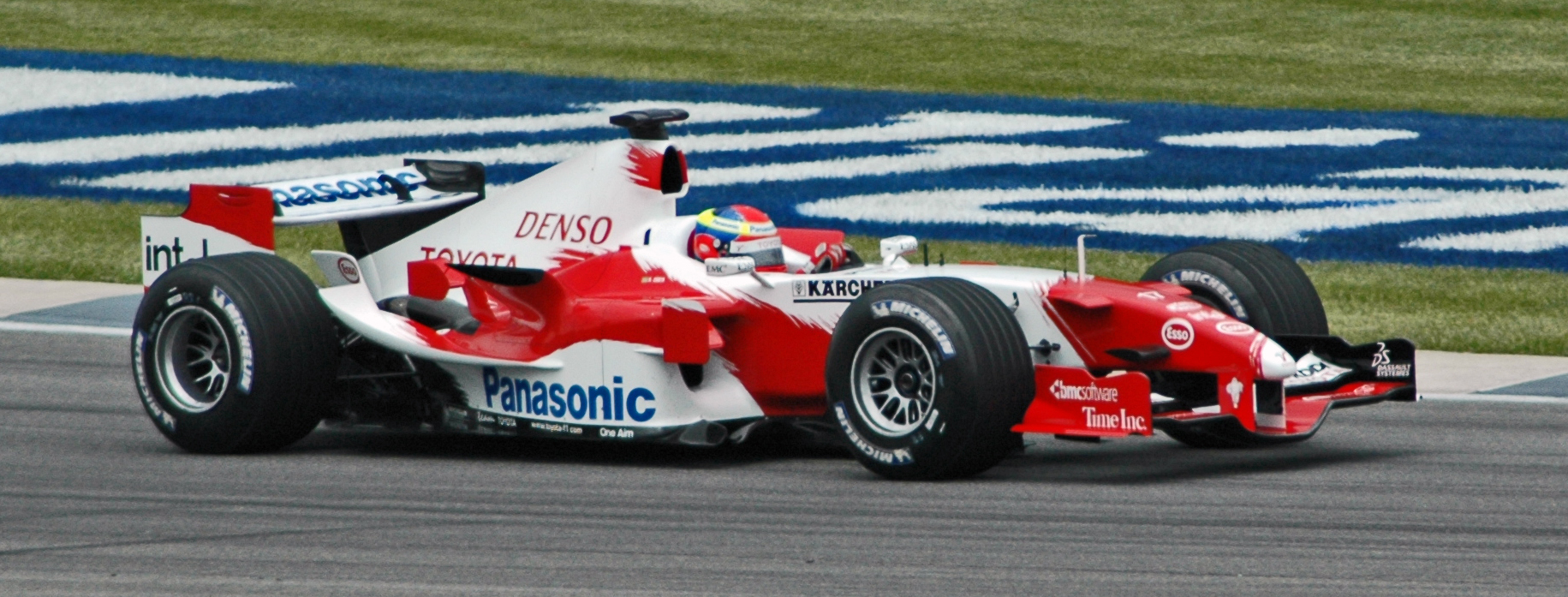
Zonta clasificándose en lugar de un herido Ralf Schumacher en el Gran Premio de los Estados Unidos de 2005.

Ricardo Luiz Zonta (Curitiba, Estado de Paraná, Brasil; 23 de marzo de 1976) es un piloto profesional que ha participado en diversas competiciones automovilísticas. Disputó 36 carreras de Fórmula 1, llegando sexto en tres de ellas con la escudería BAR. También obtuvo el Campeonato FIA GT en 1998 y llegó tercero absoluto en las 24 Horas de Le Mans de 1998 con el equipo oficial Mercedes-Benz. Desde 2007 compite en el Stock Car Brasil, donde ha logrado un triunfo y un séptimo puesto de campeonato. En paralelo, resultó subcampeón del Campeonato Brasileño de Marcas 2012 y cuarto en 2013.

## Biografía
Empezó en karting en 1987. En 1993 fue sexto en Fórmula Chevrolet brasileña. Al año siguiente pasó a la Fórmula 3 Sudamericana, donde fue quinto, para ser campeón en 1995. Ya en Europa, en 1996 resultó cuarto en la Fórmula 3000 Internacional con el equipo Draco Racing, logrando dos victorias y cuatro podios en diez carreras. El año siguiente fue campeón con tres triunfos y dos segundos lugares. Además, se desempeñó como piloto de pruebas del equipo Jordan de Fórmula 1.
En 1998 disputó el Campeonato FIA GT con un Mercedes-Benz CLK LM oficial junto a Klaus Ludwig. Acumuló cinco victorias y cuatro segundos lugares en 11 carreras, y se coronó campeón. También debutó en las 24 Horas de Le Mans con Mercedes-Benz junto a Christophe Bouchut y Jean-Marc Gounon, aunque abandonó tempranamente. Aparte, trabajó como probador en el equipo McLaren de Fórmula 1.
Zonta debutó en la Fórmula 1 en 1999 a la edad de 22 años con la escudería BAR. En el Gran Premio de Brasil se despistó y chocó fuertemente durante una tanda de entrenamientos, por lo que se ausentó durante dos meses. Ese año arribó a meta en solamente cuatro carreras de fechas de doce, logrando como mejores resultados un octavo puesto y un noveno. Por tanto, acabó el campeonato sin puntos. En 2000, llegó sexto en tres oportunidades, por lo que acabó 13.º en la tabla general con 3 puntos.
Al año siguiente perdió su plaza en BAR, y fue probador de Jordan. Además, corrió dos Grandes Premios para la escudería, llegando séptimo en uno de ellos. En 2002 bajó de categoría y disputó la World Series by Nissan, resultando campeón ante Franck Montagny y Bas Leinders tras lograr nueve victorias en 18 carreras.
El brasileño volvió a ser piloto de pruebas de Fórmula 1, en esta caso con el equipo Toyota. En 2004 sustituyó a Cristiano da Matta por cinco carreras, obteniendo un décimo lugar como mejor resultado. El piloto volvió a desempeñarse como piloto de pruebas de Toyota en 2005 y 2006.
Para el 2007, Zonta cambia a Renault para seguir como probador. En paralelo, disputó el campeonato de turismos Stock Car Brasil con un Peugeot 307, obteniendo un noveno lugar como mejor resultado.
En 2008 corrió en seis fechas del Stock Car, obteniendo un quinto lugar y un séptimo. Dejando de lado su actividad en la Fórmula 1, el piloto disputó las 24 Horas de Le Mans con un Peugeot 908 HDI FAP oficial junto a Franck Montagny y Christian Klien, resultando tercero absoluto.
Zonta disputó la mayor parte del calendario del Stock Car Brasil 2008 con Peugeot. Obtuvo un segundo lugar, un sexto y un décimo, por lo que se ubicó 16.º en el campeonato.
Su equipo pasó a correr con el Chevrolet Vectra en el Stock Car Brasil 2010. El piloto obtuvo dos quintos lugares y un octavo, resultando así 20.º en la tabla general. Por otra parte, participó en 12 carreras del Campeonato FIA GT con una Lamborghini Murciélago de Reiter. Consiguió tres triunfos, un segundo lugar y un quinto, lo que le bastó para terminar décimo en el campeonato.
En 2011 consiguió un tercer lugar, un quinto y cuatro top 10 en el Stock Car, por lo que se ubicó 15.º. En tanto, disputó seis carreras del Campeonato FIA GT con un Nissan GT-R junto a Enrique Bernoldi, logrando un cuarto lugar y un séptimo.
En la temporada 2012 del Stock Car Brasil, Zonta pasó a pilotar el nuevo Chevrolet Sonic. Obtuvo un quinto lugar, un sexto y cuatro top 10, de modo que terminó 13.º en la clasificación general. Además, disputó el Campeonato Brasileño de Marcas con un Toyota Corolla. Cosechó tres victorias, cinco podios y ocho top 5, resultando subcampeón por detrás de Ricardo Maurício.
El piloto obtuvo su primer triunfo en el Stock Car 2013 en la Carrera del Millón, lo que le valió un premio de un millón de reales. Con tres top 5 y siete top 10 en doce carreras, resultó séptimo en el campeonato. En el Campeonato Brasileño de Marcas, logró dos victorias, cinco podios y ocho top 5 con Toyota. Por tanto, se ubicó cuarto en la clasificación general, por detrás de Maurício, Denis Navarro y Vítor Meira A su vez, volvió al Campeonato FIA GT, en este caso al volante de un BMW Z4 junto a Sérgio Jiménez, obteniendo un cuarto lugar y un quinto como mejores resultados.
Zonta siguió en el Stock Car Brasil 2014 con un Chevrolet Sonic del equipo RZ. Obtuvo un tercer puesto y cuatro quintos en 20 apariciones, por lo que s resultó 14.º en el campeonato de pilotos.

## Resultados

### Fórmula 1
(Clave) (negrita indica pole position) (cursiva indica vuelta rápida)

| Año  | Escudería                      | 1       | 2       | 3      | 4       | 5      | 6       | 7       | 8       | 9       | 10      | 11      | 12      | 13      | 14     | 15      | 16      | 17      | 18     | 19     | Pos. | Puntos |
| ---- | ------------------------------ | ------- | ------- | ------ | ------- | ------ | ------- | ------- | ------- | ------- | ------- | ------- | ------- | ------- | ------ | ------- | ------- | ------- | ------ | ------ | ---- | ------ |
| 1999 | British American Racing        | AUS Ret | BRA DNQ | SMR    | MON     | ESP    | CAN Ret | FRA 9   | GBR Ret | AUT 15  | GER Ret | HUN 13  | BEL Ret | ITA Ret | EUR 8  | MYS Ret | JPN 12  |         |        |        | 22º  | 0      |
| 2000 | Lucky Strike Reynard BAR Honda | AUS 6   | BRA 9   | SMR 12 | GBR Ret | ESP 8  | EUR Ret | MON Ret | CAN 8   | FRA Ret | AUT Ret | GER Ret | HUN 14  | BEL 12  | ITA 6  | USA 6   | JPN 9   | MYS Ret |        |        | 14.º | 3      |
| 2001 | B&H Jordan Honda               | AUS     | MYS     | BRA    | SMR     | ESP    | AUT     | MON     | CAN 7   | EUR     | FRA     | GBR     | GER Ret | HUN     | BEL    | ITA     | USA     | JPN     |        |        | 19.º | 0      |
| 2004 | Panasonic Toyota Racing        | AUS TD  | MYS TD  | BHR TD | SMR TD  | ESP TD | MON TD  | EUR TD  | CAN TD  | USA TD  | FRA TD  | GBR TD  | GER TD  | HUN Ret | BEL 10 | ITA 11  | CHN Ret | JPN     | BRA 13 |        | 22º  | 0      |
| 2005 | Panasonic Toyota Racing        | AUS TD  | MYS TD  | BHR TD | SMR TD  | ESP TD | MON TD  | EUR TD  | CAN TD  | USA DNS | FRA     | GBR TD  | GER TD  | HUN TD  | TUR TD | ITA TD  | BEL TD  | BRA TD  | JPN TD | CHN TD | NC   | 0      |

### Súper TC 2000
| Año  | Equipo                | Auto              | 1   | 2   | 3   | 4    | 5   | 6   | 7   | 8   | 9   | 10  | 11  | 12  | 13  | 14    | Res. | Puntos |
| ---- | --------------------- | ----------------- | --- | --- | --- | ---- | --- | --- | --- | --- | --- | --- | --- | --- | --- | ----- | ---- | ------ |
| 2014 |                       |                   | RAF | VIE | AG  | ROS  | TOA | BA  | RES | SFE | SFE | SJU | TRH | COD | PDF |       | -    | -      |
| 2014 | Toyota Team Argentina | Toyota Corolla XI |     |     |     |      |     | Ret |     |     |     |     |     |     |     |       | -    | -      |
| 2016 |                       |                   | TRE | ROS | SMM | AG I | TRH | OBE | BA  | SFE | SFE | TOA | SJU | GR  | GR  | AG II | -    | -      |
| 2016 | Toyota Team Argentina | Toyota Corolla XI |     |     |     |      |     |     | 8   |     |     |     |     |     |     |       | -    | -      |